# Åsnes kommun
Åsnes kommun (norska: Åsnes kommune) är en kommun i Innlandet fylke i sydöstra Norge. Den har en yta på 1 041 km² och cirka 8 000 invånare. Kommunens centralort är tätorten Flisa.
Åsnes kommun är med i den nordiska samarbetsregionen ARKO.

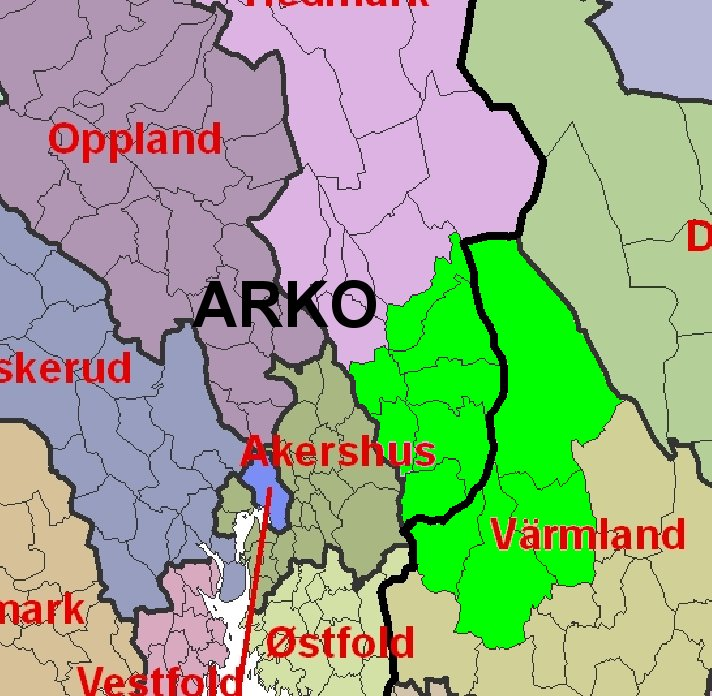
Kommuner som ingår i samarbetet ARKO.

## Administrativ historik
- Åsnes kommun grundades 1854 genom en delning av Åsnes og Vålers kommun.
- 1963 slogs kommunen ihop med Hofs kommun.
- 1969 överfördes ett områden med 23 invånare till Grue kommun.[6]

## Tätorter
I Åsnes kommun finns två tätorter:
- Flisa (centralort)
- Kjellmyra

Orten Sønsterud har tidigare räknats som en tätort men uppfyller inte längre kriterierna.

## Socknar
Inom Norska kyrkan är Åsnes kommun indelad i sex socknar:
- Arnebergs socken
- Gjesåsens socken
- Hofs socken
- Hof Finnskogs socken
- Åsnes socken
- Åsnes Finnskogs socken

Socknarna ingår i Solør, Vinger og Odals prosteri i Hamars stift.

## Bilder

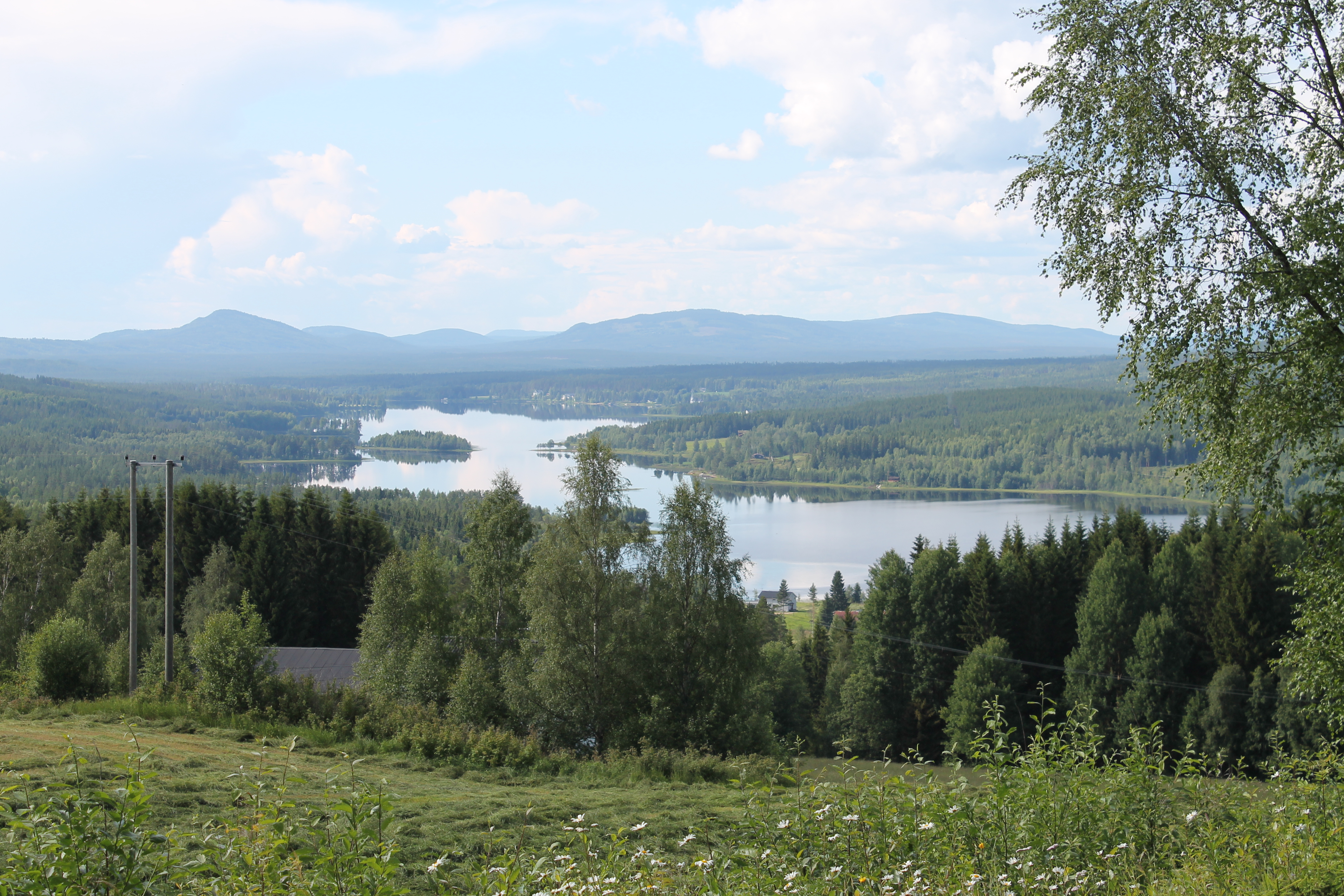
Vermundsjøen.
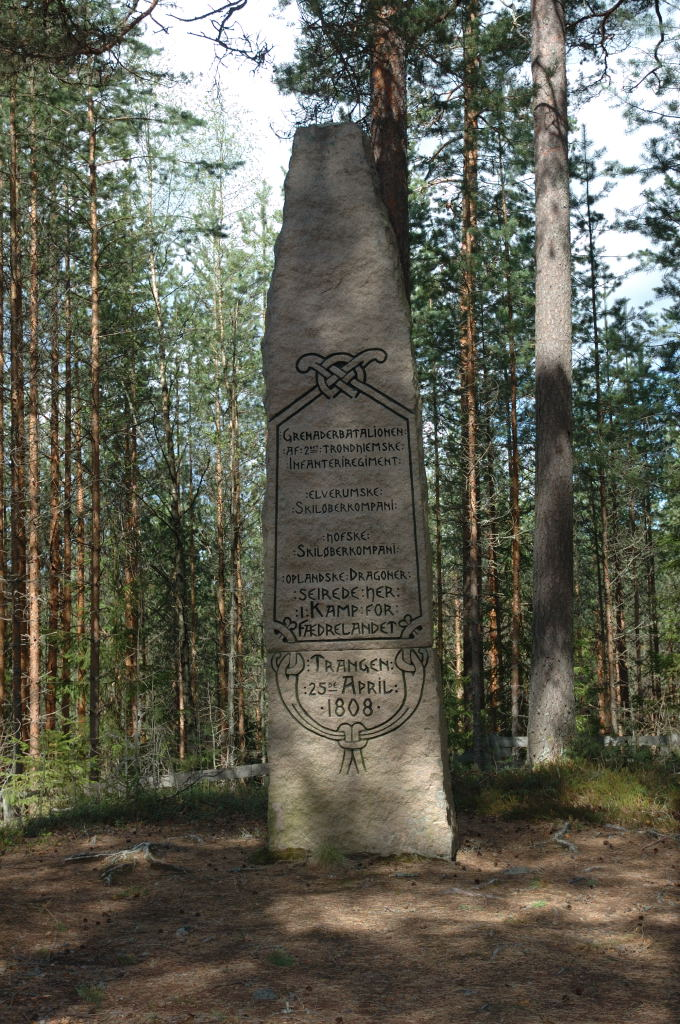
Minnessten över slaget vid Trangen 1808 under Dansk-svenska kriget.